# Symfonie nr. 4 (Bazelon)
Irwin Bazelon voltooide zijn Symfonie nr. 4 in 1965. Deze vierde symfonie wijkt geheel af van alle andere symfonieën in de reeks te vinden in de Lijst van vierde symfonieën. Niet zo vreemd als men beschouwt dat de leermeesters van Bazelon Paul Hindemith en Darius Milhaud waren.

## Muziek
Het werk lijkt niet te wortelen in de tradities van de klassieke muziek en ook niet in die van de 20e eeuw. De basis van deze symfonie lijkt terug te voeren op de bigbandmuziek en dan nog wel uit het tijdperk van de “vrije” jaren zestig. Een vaste maatindeling lijkt er niet te zijn, net zomin als vaste tempi. Bijvoorbeeld tijdens een solostuk, cadens voor de zeven slagwerkers in het eerste deel, spelen ze in allerlei tempoaanduidingen naar een climax toe. In deze cadens ontbreken de pauken, die echter later een solostuk hebben. Ook de andere stemmen lijken in dit deel een vrije rol te hebben.

### Delen
De compositie bestaat uit drie delen, ook hier ontbreken de klassieke termen, de delen heten deel 1, 2 en 3. Deel 1 begint als een energiek deel vol tempo- en maatwisselingen, soli en samenspel totdat na een kwartier de bedaardheid intreedt. De wilde passages zijn verdwenen en zijn vervangen door relatief lang aangehouden legato-tonen. De percussie-instrumenten zijn verdwenen. Na enkele minuten vervalt het orkest weer in wild geraas.
Tegenover het wilde eerste deel staat het veel rustiger tweede deel. In deel 3 keert de onrust direct weer terug; energiek is het woord voor dit deel. Een oplossend eind is er niet; het werk houdt midden in een crescendo in de percussie op.

### Orkestratie
- 4 dwarsfluiten, 3 hobo’s, 4 klarinetten waaronder 1 esklarinet, 3 fagotten;
- 4 hoorns, 3 trompetten, 3 trombones, 1 tuba;
- 1 stel pauken, 7 man/vrouw percussie waaronder een aambeeld, bongos en kleine trom, piano, celesta;
- violen, altviolen, celli, contrabassen.

## Uitvoeringen
Beide bronnen vermeldden geen datum van eerste publieke uitvoering. Albany Records vermeldde daarbij nog dat het werk nog op haar eerste uitvoering wachtte, eenzelfde lot als Bazelons symfonie nr. 3. Men kan derhalve aannemen dat anno 2010 het werk nog op haar première wacht. Het eerste deel is wel uitgevoerd. In februari 1966 speelde het Seattle Symphony onder leiding van Milton Katims het werk onder de titel Dramatic Movement for Orchestra.

## Discografie
- Uitgave Albany Records: Harold Farberman met de Rousse Philharmonic